# Braunschwingentapaculo
Der Braunschwingentapaculo (Scytalopus gonzagai) zählt innerhalb der Familie der Bürzelstelzer (Rhinocryptidae) zur Gattung Scytalopus.
Die Art ist endemisch in Brasilien im Bundesstaat Bahia.

## Verbreitungsgebiet

Verbreitungsgebiet (grün hervorgehoben) in Brasilien

Das Verbreitungsgebiet umfasst Unterholz im feuchten immergrünen Bergwald, gerne in dunklen und dicht bewachsenen  Tobeln im Primärwald zwischen 660 und 1140 m Höhe.
Das Artepitheton bezieht sich auf den brasilianischen Ornithologen Luiz Pedreira Gonzaga.

## Merkmale
Der Vogel ist 12 cm groß und wiegt zwischen 14 und 17 g. Das Männchen ist auf der Oberseite schwärzlich-grau, aber Rumpf und Schwanzdecken sind dunkelbraun gebändert, ebenso wie die Unterschwanzdecken und Flanken. Die übrige Unterseite ist etwas blasser schwärzlich-grau, an Kinn und Kehle dunkler. Die Iris ist dunkelbraun, der Schnabel und die Füße sind schwarz. Das Weibchen ist weniger dunkel und stärker braun gebändert. Die Art ähnelt dem Maustapaculo (Scytalopus speluncae) sehr.
Die Art ist monotypisch.

## Stimme
Der Gesang wird als lang anhaltende Wiederholung eines sehr kurzen einfachen Rufes beschrieben.

## Lebensweise
Über Nahrung und Brutzeit ist nichts Genaues bekannt.

## Gefährdungssituation
Der Bestand gilt als stark gefährdet (endangered).